# 12-Stunden-Rennen von Sebring 1970

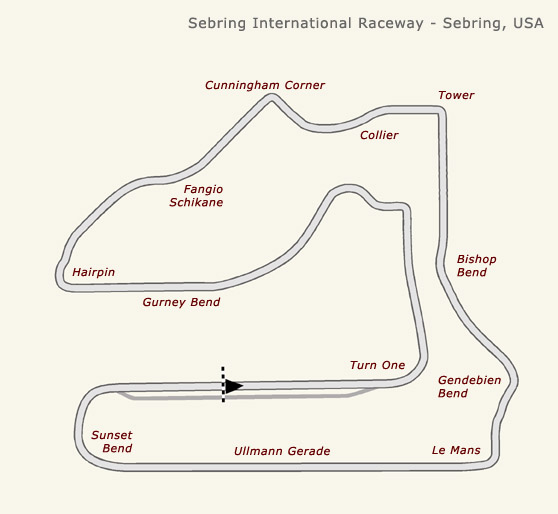
Streckenverlauf 1970

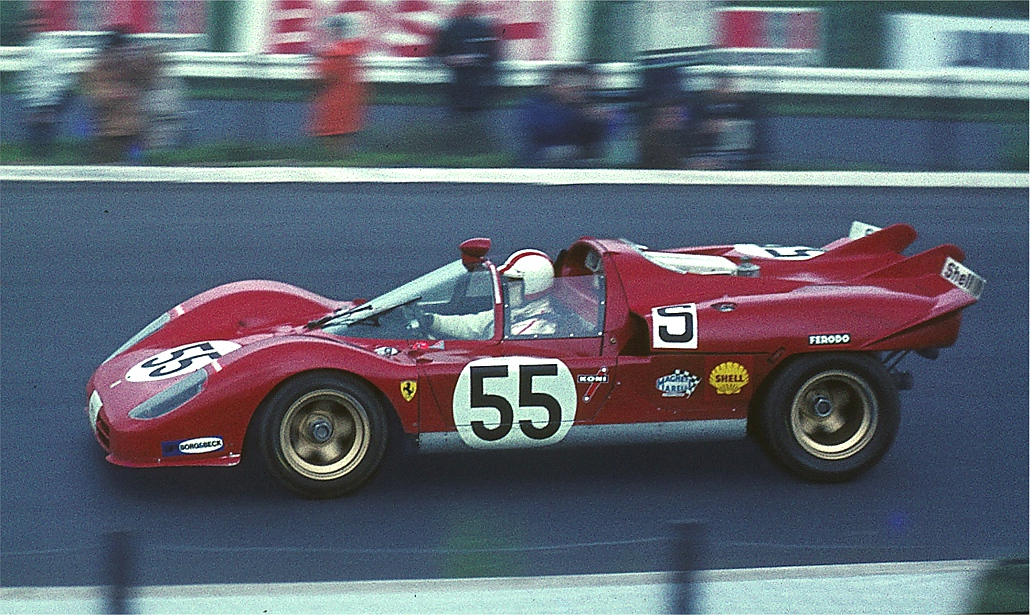
Nino Vaccarella, der das Rennen gemeinsam mit Ignazio Giunti und Mario Andretti gewann, im Ferrari 512S. Das Bild zeigt den Italiener wenige Monate später beim 1000-km-Rennen auf dem Nürburgring, wo er mit Partner John Surtees den dritten Gesamtrang erreichte

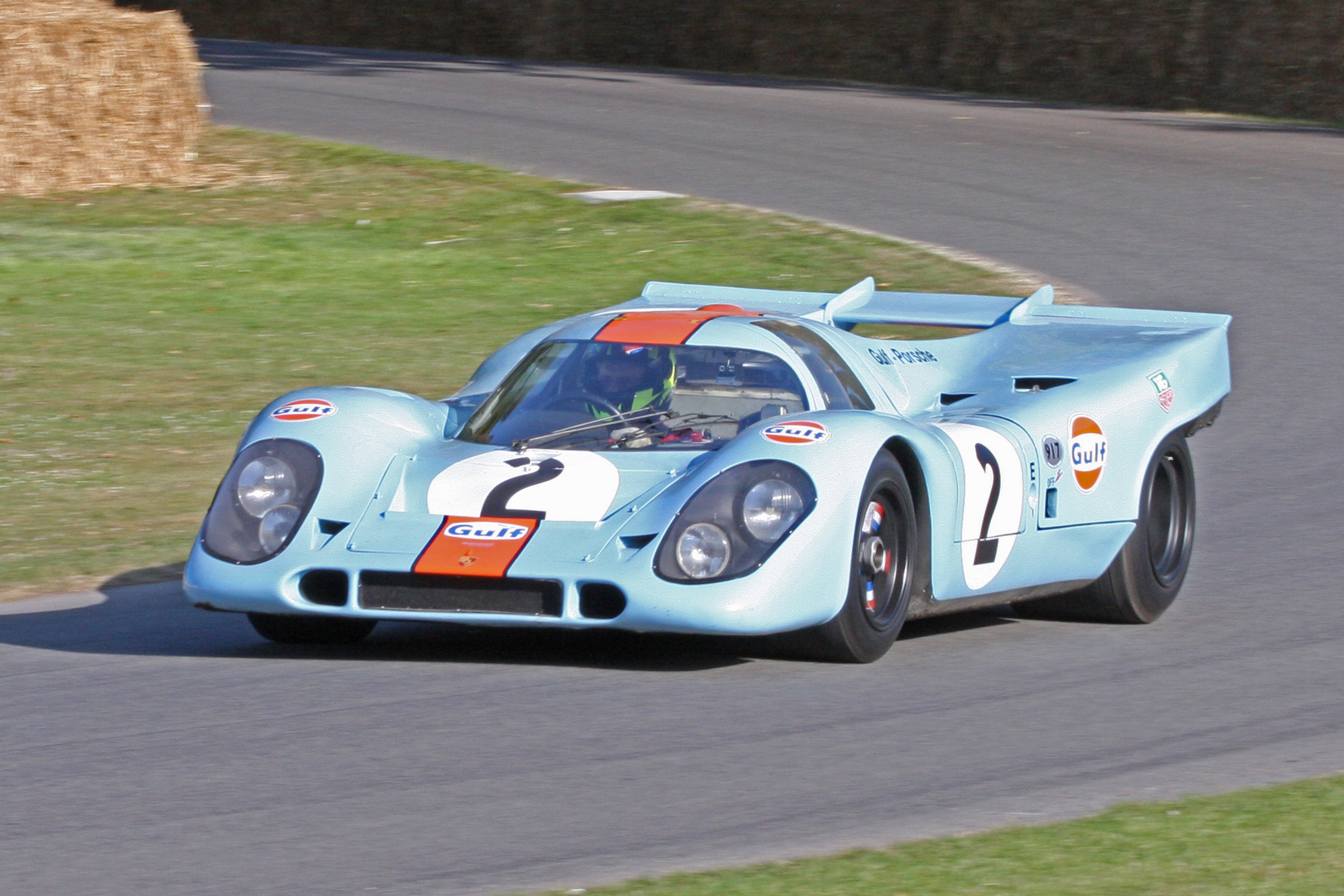
J. W. Automotive Engineering-Porsche 917K, wie er in diesem Rennen von Pedro Rodríguez, Joseph Siffert, Brian Redman und Leo Kinnunen gefahren wurde

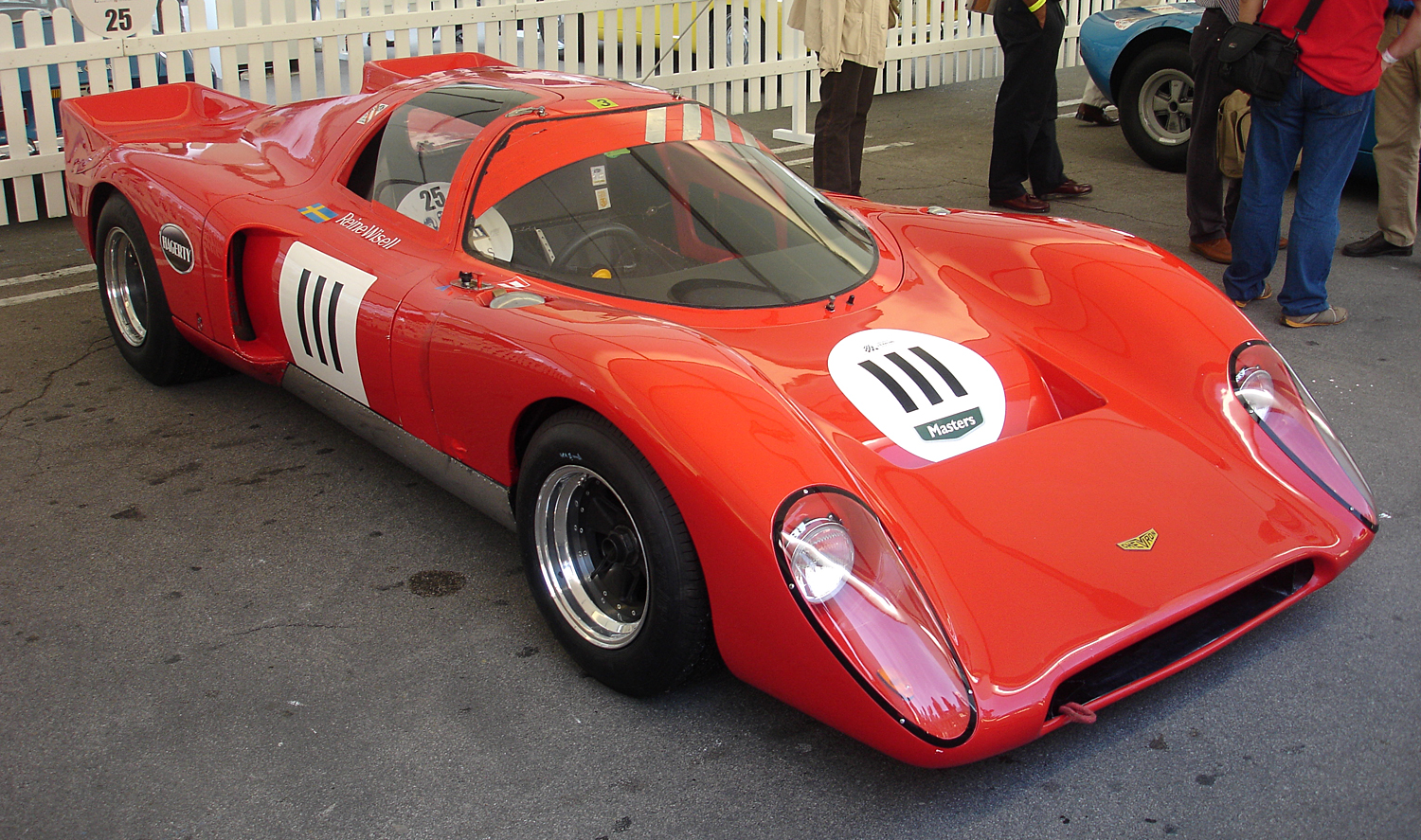
Chevron B16; beide gemeldeten Fahrzeuge, darunter ein Werkswagen, fielen durch Defekte vorzeitig aus

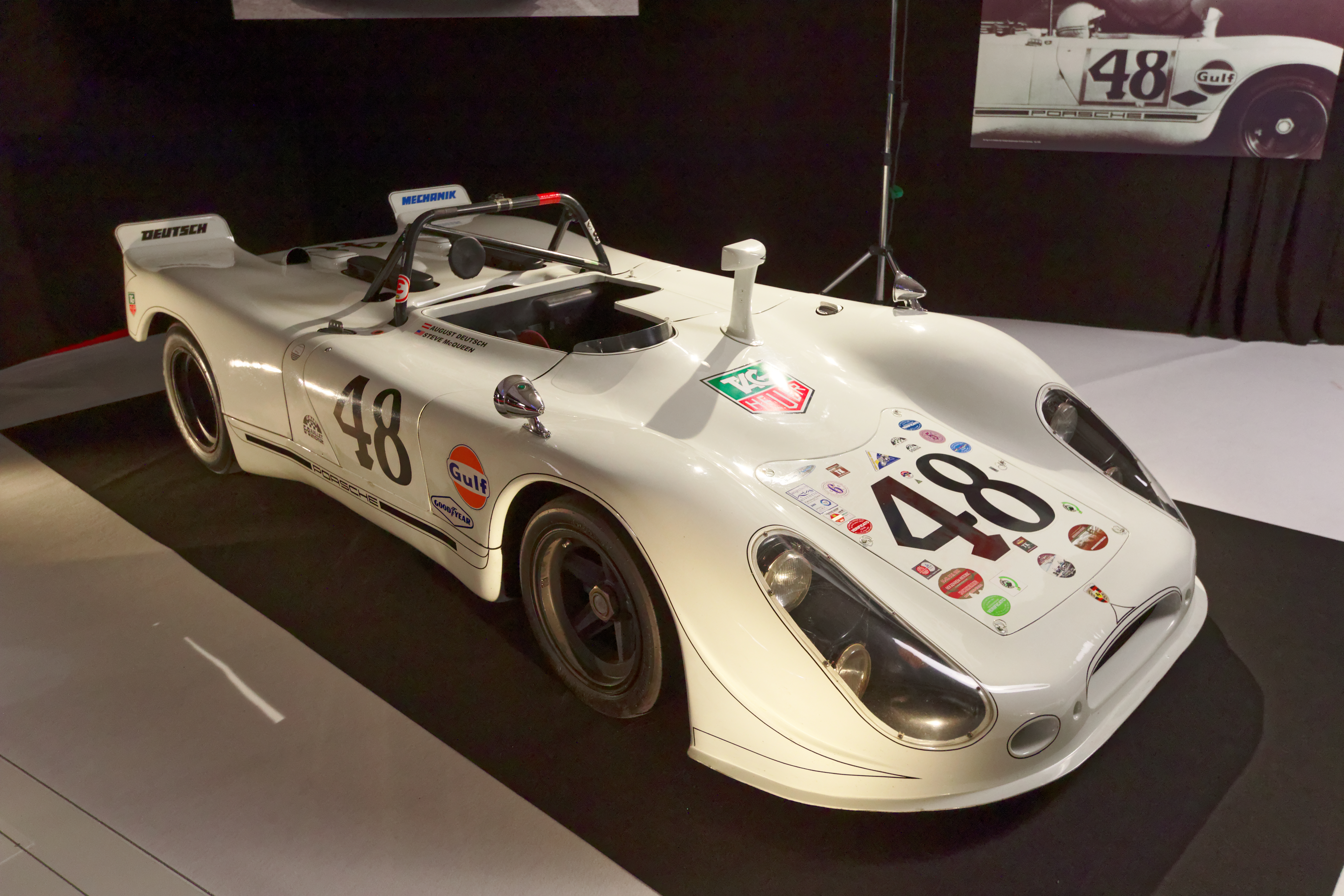
Der Porsche 908 mit dem Steve McQueen und Peter Revson den zweiten Gesamtrang erreichten

Das 19. 12-Stunden-Rennen von Sebring, auch Sebring 12 Hours of Endurance for the Alitalia Airline Trophy, Sebring, fand am 21. März 1970 auf dem Sebring International Raceway statt und war der zweite Wertungslauf der Sportwagen-Weltmeisterschaft dieses Jahres.

## Das Rennen

### Vor dem Rennen
Die Sportwagen-Weltmeisterschaft 1970 begann am 1. Februar 1970 mit dem 24-Stunden-Rennen von Daytona. Die Veranstaltung endete mit einem Doppelsieg des Teams von John Wyer. Pedro Rodríguez, Leo Kinnunen und Brian Redman siegten vor dem zweiten Porsche 917K den neben Redman auch der Schweizer Joseph Siffert fuhr. An der dritten Stelle platzierte sich der Werks-Ferrari 512S von Mario Andretti, Arturo Merzario und Jacky Ickx.
Für die Scuderia war der Auftritt in Sebring von besonderer Wichtigkeit. Seit 1964 hatte der italienische Rennstall auf dem Flugplatz in Sebring nicht mehr gewonnen (Damals siegten Mike Parkes und Umberto Maglioli auf einem Ferrari 275P). Seit dem Erfolg von Chris Amon und Lorenzo Bandini im Februar 1967 beim 24-Stunden-Rennen von Daytona war die Scuderia bei Rennen der Sportwagen-Weltmeisterschaft überhaupt sieglos geblieben; ein Umstand, der bei der Firmenleitung in Maranello für schlechte Stimmung sorgte. Da auch in der Formel-1-Weltmeisterschaft die letzten Jahre von Misserfolgen geprägt waren, war der Druck auf die Werksmannschaft groß. Im Vorjahr erreichten Amon und Andretti im 312P zwar den zweiten Gesamtrang, doch dass der Siegerwagen von Jacky Ickx und Jackie Oliver, ein bei John Wyer vorbereiteter Ford GT40, bereits vier Jahre alt war, wurde im Ferrari-Werk als demütigend empfunden. Am Start waren jetzt vier 512S. Davon hatten drei Wagen das Spyder-Hardtop-Dach. Drei Fahrzeuge meldete die Scuderia, das vierte brachte das North American Racing Team an den Start. Die Mannschaft von Luigi Chinetti setzte einen 312P ein.
Die stärkste Konkurrenz erwuchs Ferrari aus dem Engagement von Porsche. Am Start waren vier 917K; zwei davon, gefahren von Pedro Rodríguez, Leo Kinnunen, Brian Redman und Joseph Siffert, wurden von J. W. Automotive Engineering Ltd. eingesetzt, die beiden anderen vom Porsche-Audi-Generalimporteur gemeldet, aber von der Porsche-Werksmannschaft betreut und gewartet. Diese Prototypen pilotierten Vic Elford, Hans Herrmann, Rudi Lins und Kurt Ahrens. Das Werksteam hatte jedoch insgesamt sieben Rennwagen am Start. Zu den 917-Modellen kamen noch zwei 908/03 und ein Porsche 906. Ein weiterer Porsche 908 hatte die besondere Aufmerksamkeit der Öffentlichkeit: Den Wagen mit der Nummer 48 steuerte neben Peter Revson der US-amerikanische Schauspieler Steve McQueen.
Auch Matra und Alfa Romeo Motorsport waren in Sebring mit Fahrzeugen vertreten. Die Matra MS650 fuhren Henri Pescarolo, Johnny Servoz-Gavin, Dan Gurney und der junge François Cevert. Bei Alfa Romeo waren unter anderem Toine Hezemans, Masten Gregory und Rolf Stommelen engagiert.

### Neues Start-Prozedere
Der 1925 beim 24-Stunden-Rennen von Le Mans eingeführte Le-Mans-Start war seit 1952 auch in Sebring üblich. Nach dem tödlichen Unfall von John Woolfe in Le Mans 1969 kam dieser Startvorgang aber heftig in die Kritik. Die Proteste der Fahrer, die über die Straße zu ihren stehenden Fahrzeugen laufen und den Motor dann erst starten mussten, häuften sich. Hauptkritikpunkt war, dass sich die Fahrer nicht richtig angurten konnten und manche von ihnen, ohne den Gurt angelegt zu haben, bis zum ersten Boxenstopp im Rennen fuhren.
In Sebring wurde ab 1970 auf die Tradition verzichtet und der Indianapolisstart übernommen, bei dem die Fahrzeuge die Einführungsrunde hinter dem Pace Car zurücklegen und mit der Überquerung der Startlinie in voller Fahrt ins Rennen geschickt werden.

### Der Rennverlauf
Im Rückblick ist das Rennen von Sebring 1970 das spannendste in der langen Geschichte dieser Veranstaltung und eines der knappsten Langstreckenrennen überhaupt. Trainingsschnellster war Arturo Merzario im Werks-Ferrari 512S, der für die 8,369 km lange Strecke eine Zeit von 2.33,500 Minuten benötigte. Diese Zeit entsprach einer Durchschnittsgeschwindigkeit von 196,266 km/h. Dahinter folgten mit knappem Abstand die beiden Porsche 917 von Siffert/Redman/Kinnunen sowie Elford/Ahrens.
Nach dem Indianapolisstart übernahm Mario Andretti im Ferrari die Führung vor den beiden Porsche von Jo Siffert und Vic Elford. Ab dem Mittelfeld kam es in den ersten Kurven zu chaotischen Szenen. Da sich hinter dem viel zu langsam fahrenden Pace Car in der Einführungsrunde die Fahrzeuge stauten, waren in der ersten Runde zu viele Wagen auf engstem Raum auf der Piste, was zu vielen Ausweichmanövern außerhalb der Bahn führte. Prompt kollidierten die beiden Lola T70 von Bob Brown und Mike De Udy; beide Wagen konnten aber weiterfahren, wobei de Udy, der sich das Cockpit mit Mike Hailwood teilte, noch in der ersten Runde wegen eines Bremsdefekts aufgeben musste.
Fast das gesamte Rennen dominierte der Andretti/Merzario-Ferrari das Rennen, verwickelt in harte Zweikämpfe mit den beiden Wyer-Porsche. Zwischenzeitlich hatte der Scuderia-Werkswagen bereits 1½ Runden Vorsprung. Dann kam Merzario mit Getriebeproblemen an die Box und musste aufgeben; damit übernahm der Wyer-Porsche mit der Nummer 15 die Führung, am Steuer saß dort der Schweizer Joseph Siffert. 30 Minuten vor Ende des Rennens entschied Ferrari-Teammanager Mauro Forghieri, Andretti ans Steuer des Ferrari mit der Nummer 21 zu setzen. Der Wagen hatte allerdings eine Runde Rückstand auf den Wyer-Porsche. Der US-amerikanische Pilot begann eine waghalsige Aufholjagd und rundete sich zurück. Wenige Runden vor Schluss musste Siffert mit Motorproblemen an die Box und fiel zurück. Damit führte Peter Revson vor Andretti. Am Revson/McQueen-Porsche 908 wurden während des gesamten Rennens weder Reifen noch Bremsbeläge gewechselt. Die dadurch bei den Boxenstopps eingesparte Zeit brachte den Wagen in eine Spitzenposition. Vier Runden vor Schluss überholte Andretti seinen Landsmann und ging in Führung, musste aber zwei Runden vor Schluss zu einem kurzen Stopp an die Box, weil dem 512S der Treibstoff ausging. Nachgetankt stürmte er aus der Box, überholte Revson in der letzten Runde knapp vor dem Zielstrich und sicherte Ferrari einen viel umjubelten Sieg.

## Ergebnisse

### Schlussklassement
| 1               | S 5.0    | 21 | Ferrari S.P.A. SEFAC                      | Ignazio Giunti Nino Vaccarella Mario Andretti     | Ferrari 512S             | 248 |
| 2               | P 3.0    | 48 | Solar Productions Inc.                    | Steve McQueen Peter Revson                        | Porsche 908/02           | 248 |
| 3               | P 3.0    | 33 | Autodelta S.P.A.                          | Toine Hezemans Masten Gregory                     | Alfa Romeo T33/3         | 247 |
| 4               | S 5.0    | 15 | J. W. Automotive Engineering Ltd.         | Pedro Rodríguez Leo Kinnunen Joseph Siffert       | Porsche 917K             | 244 |
| 5               | P 3.0    | 34 | Equipe Matra-Elf                          | Henri Pescarolo Johnny Servoz-Gavin               | Matra-Simca MS650        | 242 |
| 6               | P 3.0    | 22 | N.A.R.T.                                  | Mike Parkes Chuck Parsons                         | Ferrari 312P Coupé       | 240 |
| 7               | P 3.0    | 46 | International Martini Racing Team         | Gerhard Koch Gérard Larrousse Richard Attwood     | Porsche 908/02           | 236 |
| 8               | P 3.0    | 31 | Autodelta S.P.A.                          | Piers Courage Andrea de Adamich                   | Alfa Romeo T33/3         | 231 |
| 9               | P 3.0    | 32 | Autodelta S.P.A.                          | Rolf Stommelen Nanni Galli                        | Alfa Romeo T33/3         | 230 |
| 10              | GT + 5.0 | 1  | Troy Promotions Inc.                      | Tony DeLorenzo Dick Lang                          | Chevrolet Corvette       | 219 |
| 11              | GT + 5.0 | 3  | Doug Bergen Racing                        | Bob Johnson Robert Johnson Jim Greendyke          | Chevrolet Corvette       | 214 |
| 12              | P 3.0    | 35 | Equipe Matra-Elf                          | Dan Gurney François Cevert                        | Matra-Simca MS650        | 213 |
| 13              | GT 2.0   | 53 | Brumos Porsche Audi Corp.                 | Peter Gregg Pete Harrison                         | Porsche 911T             | 205 |
| 14              | T 5.0    | 40 | Takondo Racing                            | Vince Gimondo Chuck Dietrich                      | Chevrolet Camaro         | 205 |
| 15              | GT 2.0   | 52 | Jacques Duval                             | Jacques Duval Bob Bailey George Nicholas          | Porsche 911T             | 201 |
| 16              | T 5.0    | 39 | Bob Mitchell                              | Charlie Kemp Bob Mitchell                         | Chevrolet Camaro         | 191 |
| 17              | GT + 5.0 | 9  | Marlbank Racing Team                      | Bob Grossman Donald Yenko                         | Chevrolet Camaro         | 189 |
| 18              | T 5.0    | 43 | Bruce Behens Racing                       | John Tremblay Bill McDill                         | Chevrolet Camaro         | 187 |
| 19              | P 2.0    | 73 | Ring Free Oil Racing Team Baker Motor Co. | Janet Guthrie Rosemary Smith Judy Kondratiff      | Austin-Healey Sprite     | 187 |
| 20              | GT + 5.0 | 2  | Troy Promotions Inc.                      | Jerry Thompson John Mahler                        | Chevrolet Corvette       | 187 |
| 21              | T 5.0    | 9  | Flem-Cor Enterprises                      | Jim Corwin Donna Mae Mims                         | Chevrolet Camaro         | 184 |
| 22              | T 5.0    | 92 | Preston Hood Chevrolet Inc. John Elliott  | Don Gwynne John Elliott                           | Chevrolet Camaro         | 182 |
| 23              | S 3.0    | 50 | Nationwide Food Brokers Racing Team       | Mike Rahal Hugh Wise Werner Frank                 | Porsche 906              | 181 |
| 24              | T 5.0    | 37 | Collins-Wilson Racing                     | Vincent Collins Larry Wilson                      | Ford Mustang             | 175 |
| 25              | GT 2.0   | 57 | Waldron Enterprises Inc.                  | John Belperche Jim Gammon Ray Mummery             | MGB                      | 175 |
| 26              | GT 2.0   | 58 | Waldron Enterprises Inc.                  | Ben Scott Dave Houser Lowell Lanier               | MGB                      | 169 |
| 27              | T 5.0    | 18 | Paul Pettey                               | Paul Pettey Roy Hallquist                         | Ford Mustang             | 162 |
| 28              | T 2.0    | 80 | Texas Speed Museum                        | Rod Kennedy Mike Tillson Robert Samm              | Lancia Fulvia HF         | 157 |
| Nicht klassiert |          |    |                                           |                                                   |                          |     |
| 29              | P 2.0    | 54 | Automobiles of Italy Inc.                 | Anatoly Arutunoff Bill Pryor                      | Abarth 2000SP            | 166 |
| 30              | S 3.0    | 51 | Porsche Audi VWNC                         | Stephen Behr Merv Rosen                           | Porsche 906              | 158 |
| 31              | S 3.0    | 63 | Carlos Fabre                              | Carlos Fabre Pepe Aguilar                         | Chevron B8               | 143 |
| 32              | S 5.0    | 26 | Randy’s Auto Body                         | Bob Brown Gregg Young Robin Ormes                 | Lola T70 Mk.IIIB GT      | 114 |
| 33              | T 2.0    | 97 | HCAS Inc.                                 | Walter Brown Buzz Marcus Jim Sandman              | BMW 2002                 | 105 |
| Disqualifiziert |          |    |                                           |                                                   |                          |     |
| 34              | T 2.0    | 88 | Simone Fleming                            | Paul Fleming Amos Johnson Bill Bowers             | Fiat 124 Coupé           | 47  |
| 35              | P 3.0    | 45 | International Martini Racing Team         | Richard Attwood Gérard Larrousse Gerhard Koch     | Porsche 908/02           | 31  |
| Ausgefallen     |          |    |                                           |                                                   |                          |     |
| 36              | P 3.0    | 47 | Racing Team AAW                           | Hans Laine Gijs van Lennep                        | Porsche 908/02           | 229 |
| 37              | S 5.0    | 19 | Ferrari S.P.A. SEFAC                      | Mario Andretti Arturo Merzario                    | Ferrari 512S Spyder      | 227 |
| 38              | S 5.0    | 14 | J. W. Automotive Engineering Ltd.         | Joseph Siffert Brian Redman Leo Kinnunen          | Porsche 917K             | 211 |
| 39              | GT + 5.0 | 8  | Or Costanzo                               | Dave Heinz Or Costanzo                            | Chevrolet Corvette       | 191 |
| 40              | GT + 5.0 | 4  | John Greenwood                            | John Greenwood Allan Barker                       | Chevrolet Corvette       | 159 |
| 41              | S 5.0    | 20 | Ferrari S.P.A. SEFAC                      | Jacky Ickx Peter Schetty                          | Ferrari 512S Spyder      | 151 |
| 42              | GT 2.0   | 56 | British Leyland Motors Inc.               | Jon Woodner Dan O’Connor                          | MG Midget                | 122 |
| 43              | S 5.0    | 29 | Auto Enterprises                          | Ray Heppenstall Francis Grant                     | Ford GT40                | 117 |
| 44              | S 5.0    | 24 | N.A.R.T.                                  | Sam Posey Ronnie Bucknum Bert Everett             | Ferrari 512S Spyder      | 92  |
| 45              | GT 2.0   | 55 | British Leyland Motors Inc.               | Merle Brennan Logan Blackburn                     | MGB                      | 84  |
| 46              | T 2.0    | 82 | General Plastics                          | Robert Clark Wayne Marsula                        | Lancia Fulvia HF         | 78  |
| 47              | GT 2.0   | 77 | Bruce Jennings                            | Bruce Jennings Bob Tullius                        | Porsche 911T             | 78  |
| 48              | GT 2.0   | 69 | Scuderia Spruell                          | Paul Spruell Wilbur Pickett                       | Alfa Romeo Giulia Spider | 75  |
| 49              | P 2.0    | 61 | Ring Free Oil Racing Team Baker Motor Co. | Jim Baker Clive Baker Paul Richards Bobby Rinzler | Chevron B16              | 70  |
| 50              | S 5.0    | 16 | Porsche Audi                              | Vic Elford Kurt Ahrens                            | Porsche 917K             | 61  |
| 51              | P 3.0    | 23 | N.A.R.T.                                  | Tony Adamowicz Luigi Chinetti Jr.                 | Ferrari 312P Coupé       | 56  |
| 52              | P 2.0    | 67 | Sport Motors                              | Jim Bandy Fred Stevenson                          | Lotus 47                 | 48  |
| 53              | T 5.0    | 38 | David McClain                             | Don Kearney Joie Chitwood junior                  | Chevrolet Camaro         | 47  |
| 54              | T 5.0    | 41 | Laurel Racing Larry Drover                | Larry Bock Larry Dent                             | Chevrolet Camaro         | 40  |
| 55              | P 2.0    | 62 | Chevron Cars                              | Brian Robinson Hugh Kleinpeter                    | Chevron B16              | 38  |
| 56              | GT 2.0   | 74 | Ralph Meaney Inc.                         | Ralph Meaney Bill Bean                            | Porsche 911T             | 36  |
| 57              | GT + 5.0 | 5  | Bill Schumacher                           | Bill Schumacher Bill Petree                       | Chevrolet Corvette       | 34  |
| 58              | S 5.0    | 17 | Porsche Audi                              | Hans Herrmann Rudi Lins                           | Porsche 917K             | 28  |
| 59              | T 2.0    | 87 | Robert Whitaker                           | Robert Whitaker Harvey Eckoff Jack Slottag        | Volvo 122S               | 25  |
| 60              | S 5.0    | 30 | Trevor Graham                             | Piers Forester Andrew Hedges                      | Ford GT40                | 22  |
| 61              | S 3.0    | 49 | Joseph Greger                             | Joseph Greger Andreas Schmalbach                  | Porsche 910              | 22  |
| 62              | T 5.0    | 36 | Ray Cuomo Racing                          | Ray Cuomo Bernard Gimbel George Lisberg           | Ford Mustang             | 16  |
| 63              | T 2.0    | 86 | Sandy’s Spares                            | Ron Polimeni Robert Theall                        | Volvo 122S               | 8   |
| 64              | GT + 5.0 | 7  | Bruce Morehead Racing                     | Bruce Morehead Milo Vega                          | AMC AMX                  | 8   |
| 65              | GT 2.0   | 60 | Herrington Motors                         | Robert Kilpatrick Don Goodrich                    | MGB                      | 7   |
| 66              | P 2.0    | 59 | Waldron Motors                            | Reggie Smith Dean Donley Omar Buttari             | MG Midget                | 2   |
| 67              | T 2.0    | 79 | Del Taylor                                | Del Russo Taylor Buzz Dyer Hank Sheldon           | Alfa Romeo 1750 GTV      | 2   |
| 68              | S 5.0    | 27 | Grand Bahama Racing Car Co. Ltd.          | Mike De Udy Mike Hailwood                         | Lola T70 Mk.IIIB GT      | 1   |
| Nicht gestartet |          |    |                                           |                                                   |                          |     |
| 69              | T 5.0    | 12 | BRM Inc.                                  | Dave Roethel John Bentley                         | Ford Mustang Boss 302    | 1   |
| 70              | GT 5.0   | 26 | Harley Cluxton                            | Harley Cluxton Wilbur Pickett                     | Ferrari 365 GTB/4        | 2   |
| 71              | T 2.0    | 85 | HCAS Inc.                                 | William Cooper Norm Mosher                        | Opel Rallye              | 3   |
| 72              | P 2.0    | 99 | William Harris                            | William Harris Robert Lewis Howard LeVasseur      | Austin-Healey Sprite     | 4   |
| 73              | S 5.0    | T  | J. W. Automotive Engineering Ltd.         | Joseph Siffert Brian Redman                       | Porsche 917K             | 5   |
| 74              | T 2.0    | 81 | Texas Speed Museum                        | Rod Kennedy Robert Samm Mike Tillson              | Lancia Fulvia HF         | 6   |

1 zurückgezogen
2 zurückgezogen
3 zurückgezogen
4 zurückgezogen
5 Trainingswagen
6 Trainingswagen

### Nur in der Meldeliste
Hier finden sich Teams, Fahrer und Fahrzeuge, die ursprünglich für das Rennen gemeldet waren, aber aus den unterschiedlichsten Gründen daran nicht teilnahmen.
| Pos. | Klasse   | Nr. | Team                       | Fahrer                    | Chassis            |
| ---- | -------- | --- | -------------------------- | ------------------------- | ------------------ |
| 75   | T + 5.0  | 10  | Jim Hall                   | Jim Hall Hap Sharp        | Chevrolet Camaro   |
| 76   | T + 5.0  | 11  | Jim Hall                   | Ed Leslie Tom Dutton      | Chevrolet Camaro   |
| 77   | P 3.0    | 26  | North American Racing Team |                           | Ferrari 312P       |
| 78   | T 5.0    | 42  | Troy Promotions Inc.       |                           | Chevrolet Camaro   |
| 79   | GT 5.0   | 44  | Jean Sage                  | Jean Sage Claude Haldi    | Porsche 911S       |
| 80   | T 2.0    | 83  | Dieter Oest                | Dieter Oest Barry Batchin | Lancia Fulvia      |
| 81   | GT + 5.0 | 89  | Cliff Gottlob              | Cliff Gottlob Dave Doole  | Chevrolet Corvette |
| 82   | S 5.0    | 89  | Joe Randazzo               | Bob Brown                 | Lola T70 Mk.IIIB   |
| 83   | T 5.0    | 93  | Ed Matthews                | Don Sesslar Ed Matthews   | Ford Mustang       |

### Klassensieger
| Klasse   | Fahrer         | Fahrer          | Fahrer          | Fahrzeug             | Platzierung im Gesamtklassement |
| -------- | -------------- | --------------- | --------------- | -------------------- | ------------------------------- |
| S 5.0    | Ignazio Giunti | Nino Vaccarella | Mario Andretti  | Ferrari 512S         | Gesamtsieg                      |
| S 3.0    | Mike Rahal     | Hugh Wise       | Werner Frank    | Porsche 906          | Rang 23                         |
| P 3.0    | Steve McQueen  | Peter Revson    |                 | Porsche 908/02       | Rang 2                          |
| P 2.0    | Janet Guthrie  | Rosemary Smith  | Judy Kondratiff | Austin-Healey Sprite | Rang 19                         |
| GT + 5.0 | Tony DeLorenzo | Dick Lang       |                 | Chevrolet Corvette   | Rang 10                         |
| GT 2.0   | Peter Gregg    | Pete Harrison   |                 | Porsche 911T         | Rang 13                         |
| T 5.0    | Vince Gimondo  | Chuck Dietrich  |                 | Chevrolet Camaro     | Rang 14                         |

### Renndaten
- Gemeldet: 83
- Gestartet: 68
- Gewertet: 28
- Rennklassen: 9
- Zuschauer: 60000
- Wetter am Renntag: warm und trocken
- Streckenlänge: 8,369 km
- Fahrzeit des Siegerteams: 12:01:11,300 Stunden
- Gesamtrunden des Siegerteams: 248
- Gesamtdistanz des Siegerteams: 2075,410 km
- Siegerschnitt: 172,667 km/h
- Pole Position: Arturo Merzario – Ferrari 512S Spyder (#19) – 2:33,500 = 196,266 km/h
- Schnellste Rennrunde: Leo Kinnunen – Porsche 917K (#14) – 2:32,770 = 197,204 km/h
- Rennserie: 2. Lauf zur Sportwagen-Weltmeisterschaft 1970